# Helios-44

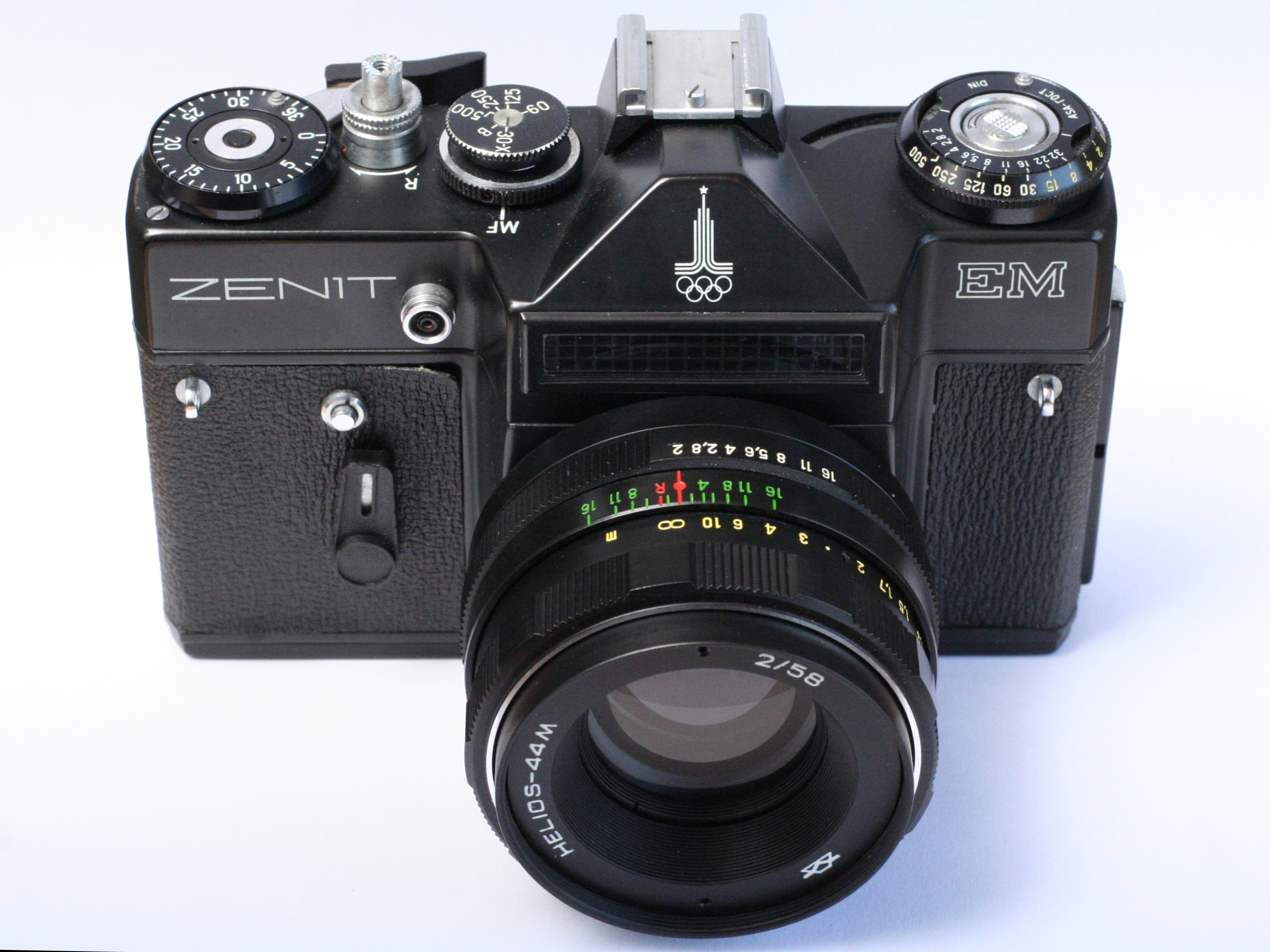
Zenit EM y Helios-44M 2/58 de 1978 Edición Conmemorativa Juegos Olímpicos de Moscú 1980

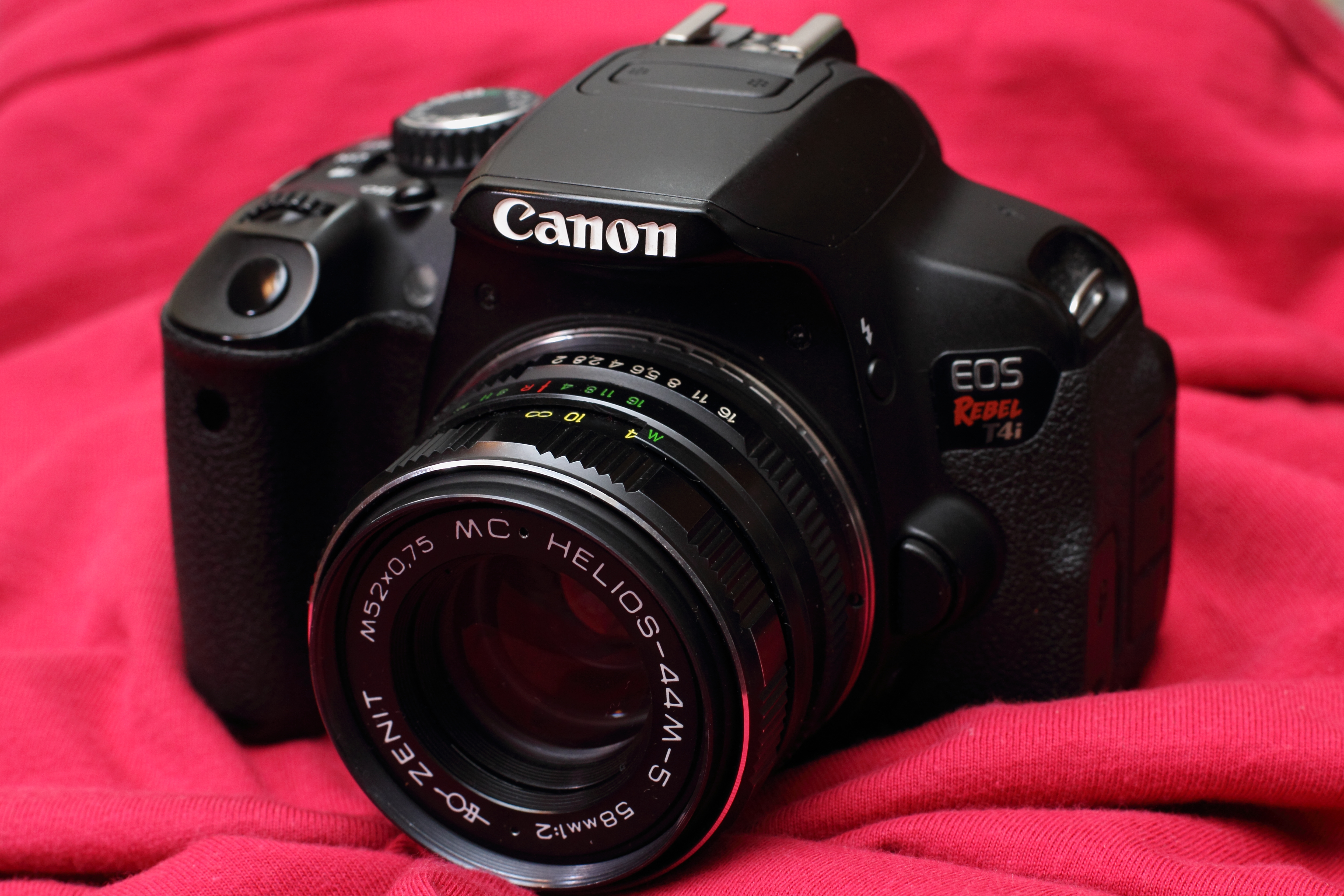
Canon EOS t3i y Helios-44M5 montado mediante un adaptador de montura a rosca M42 a Canon EOS EF

Esquema óptico del objetivo Zeiss Biotar 58mm f2

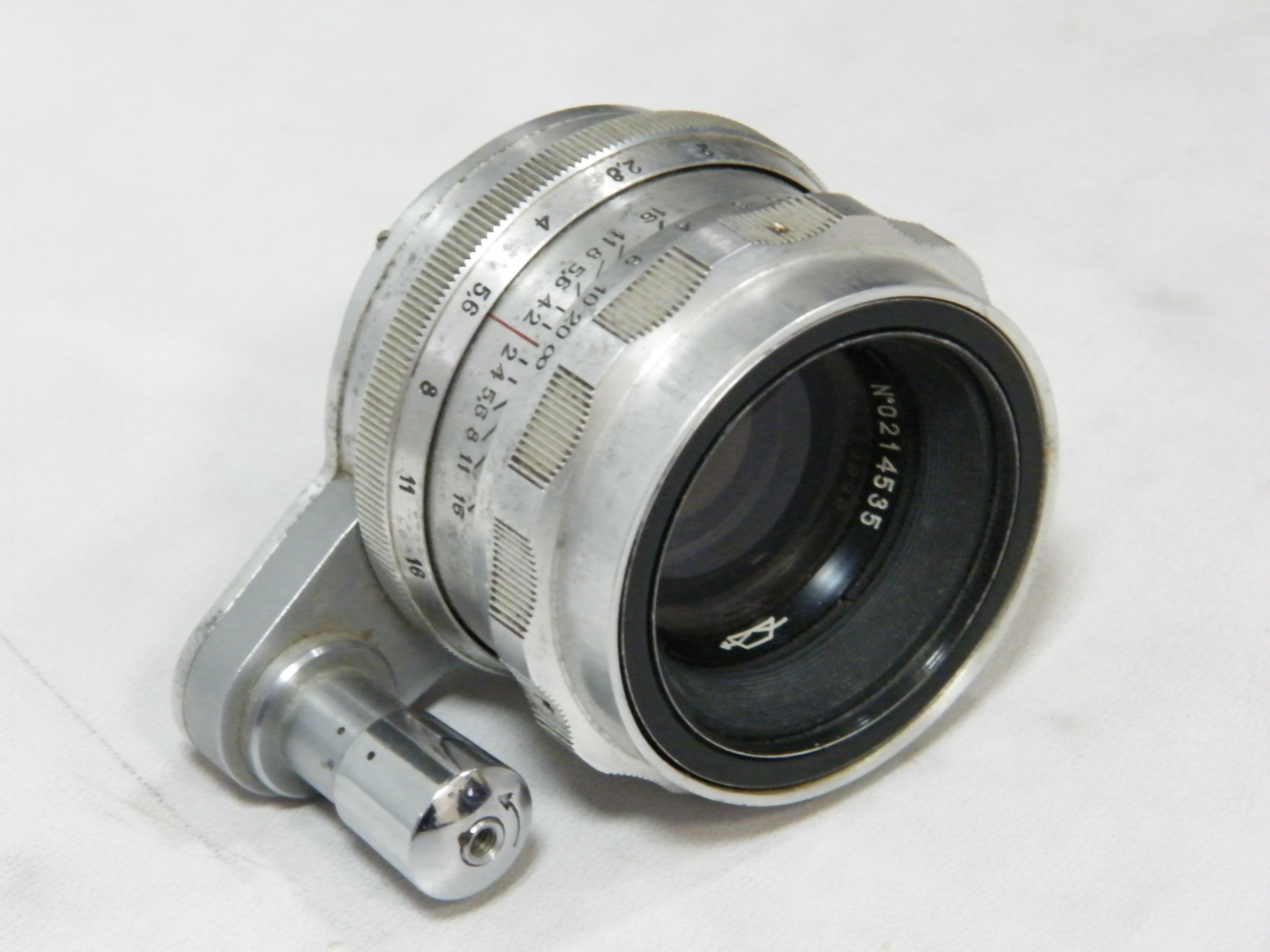
Helios-44 para la cámara Start, se pueden ver el número de serie y el logo de la planta KMZ de Krasnogorsk

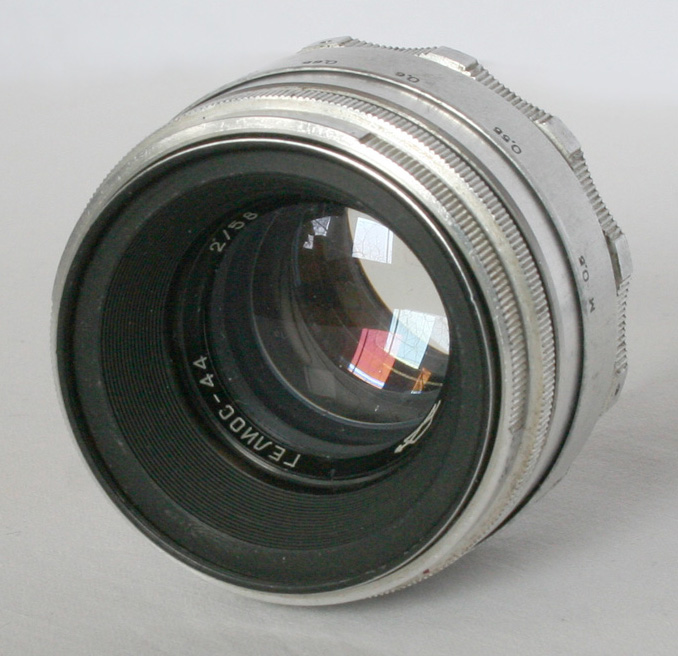
Temprano Helios-44 sin pintar y montura М39

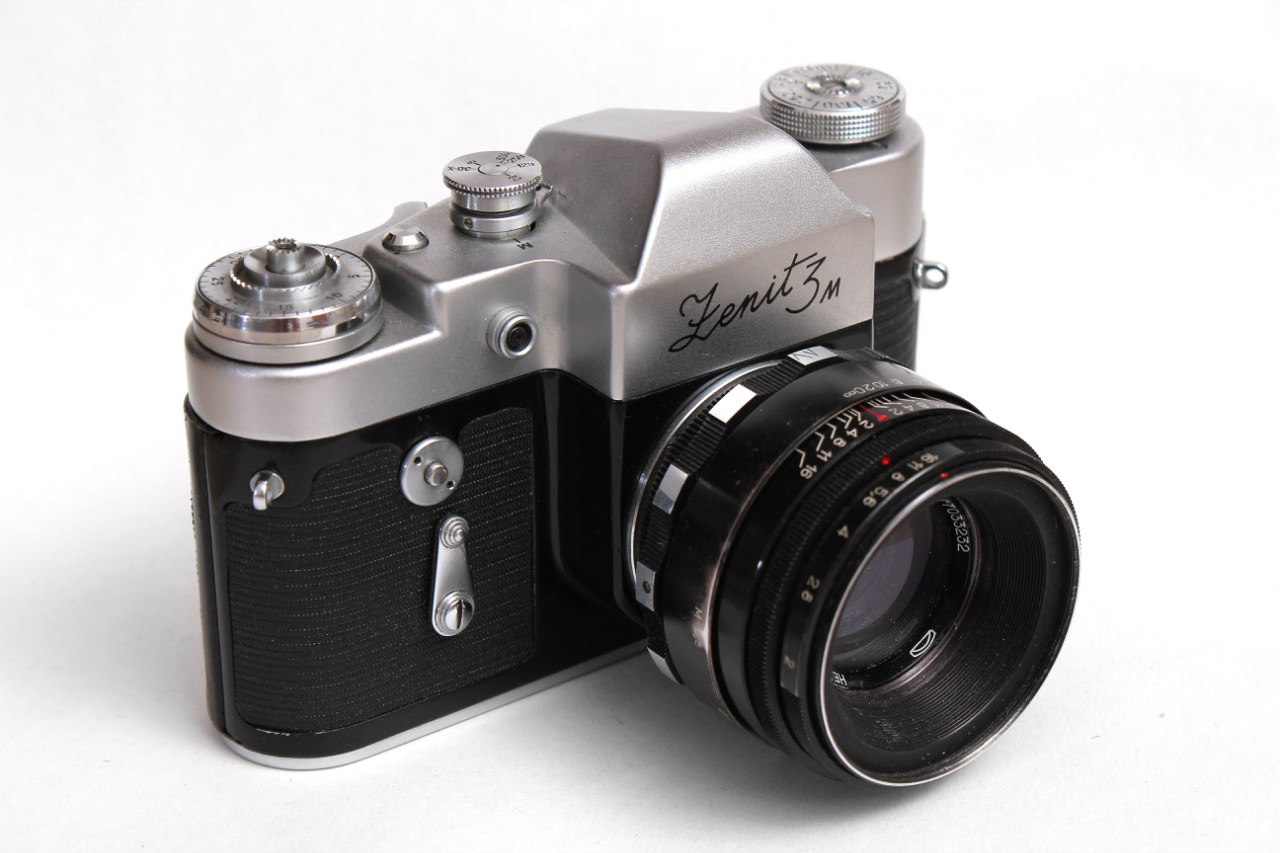
Helios-44 (rosca M39) montado en una cámara Zenit 3M, nótese el diseño llamado "zebra" en el aro de foco

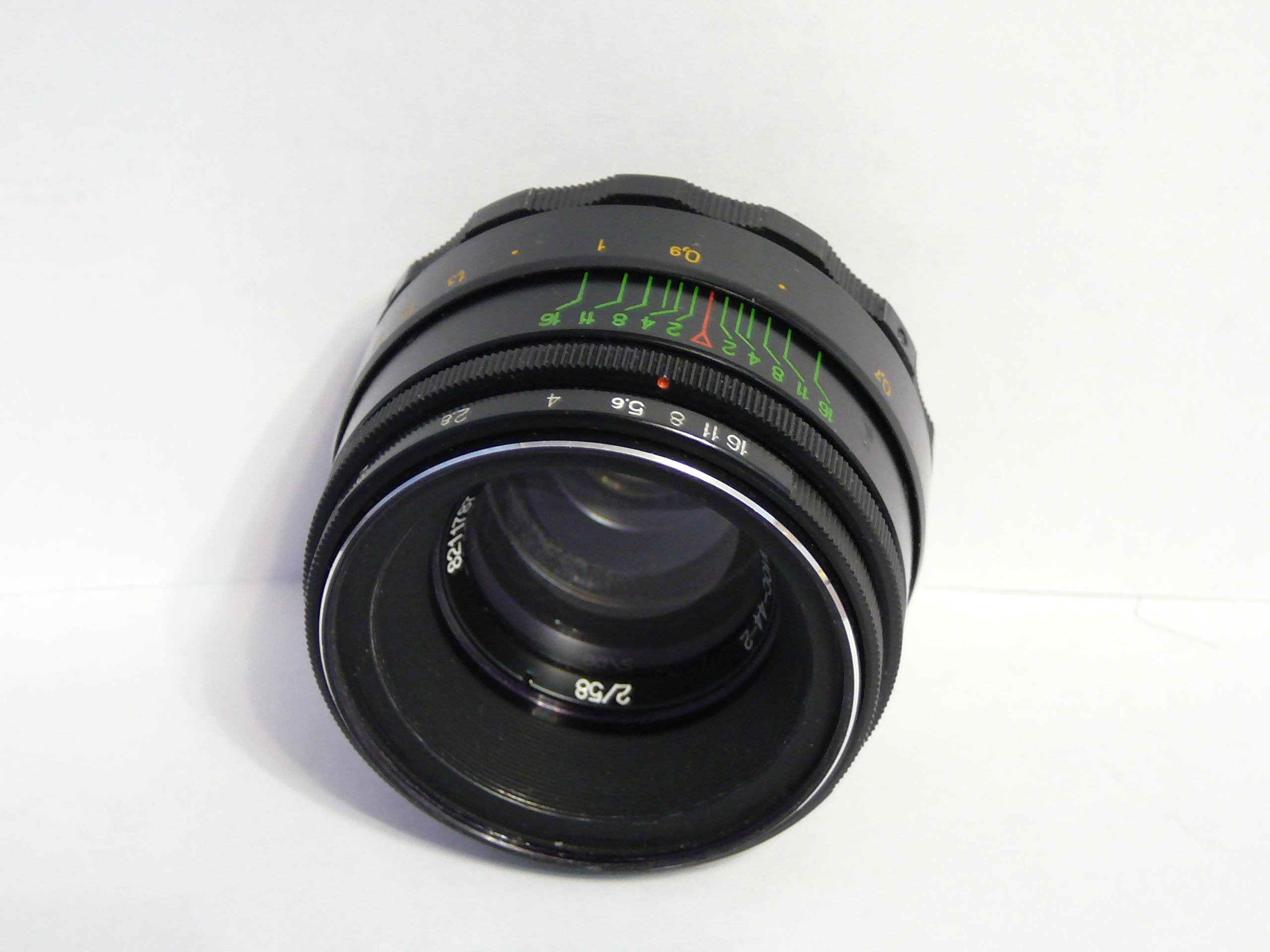
Helios-44-2 en su versión con pintura multicolor

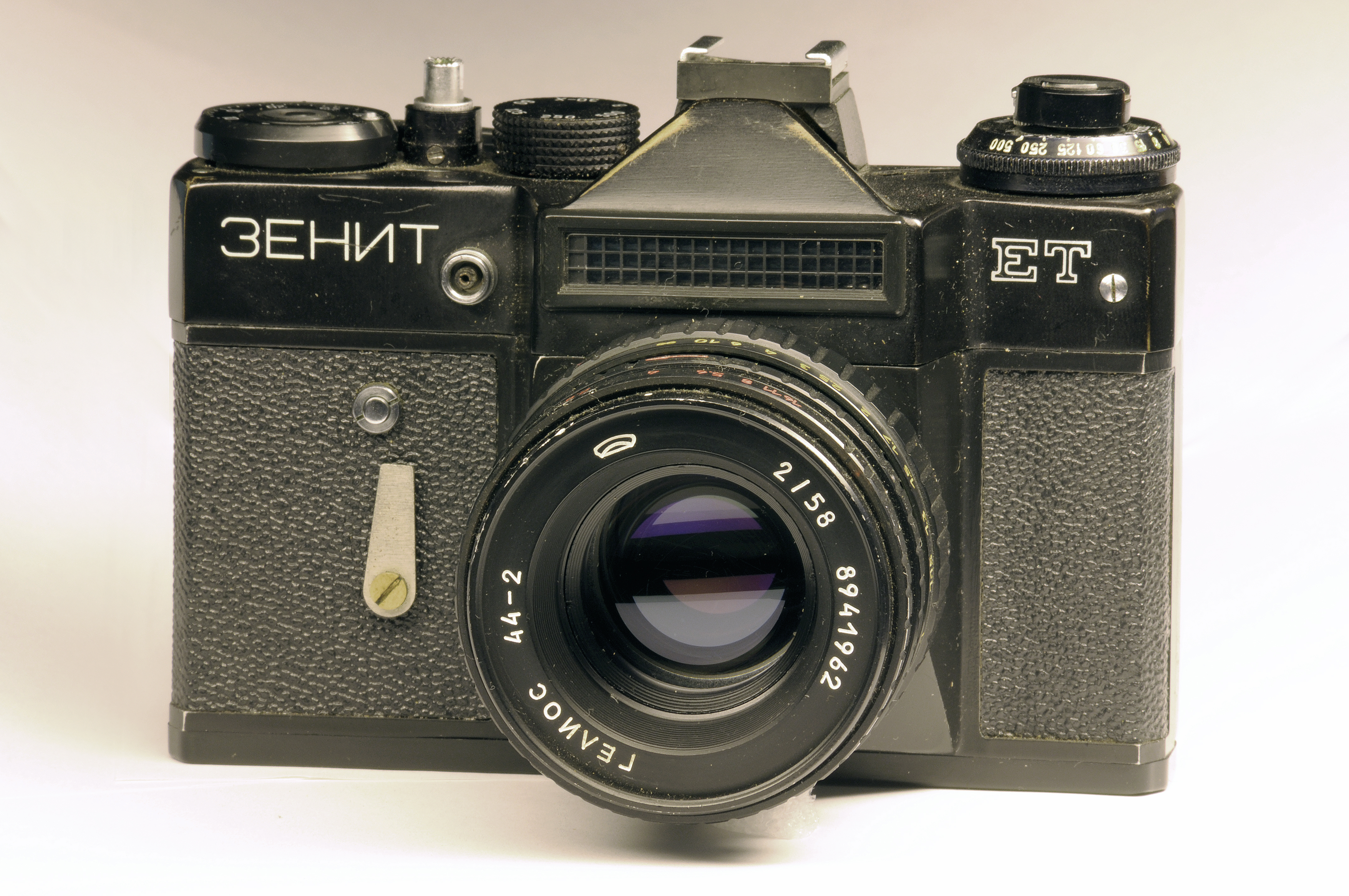
Helios-44-2 con carcasa del MC Helios-44-3 de la planta MMZ de Minsk

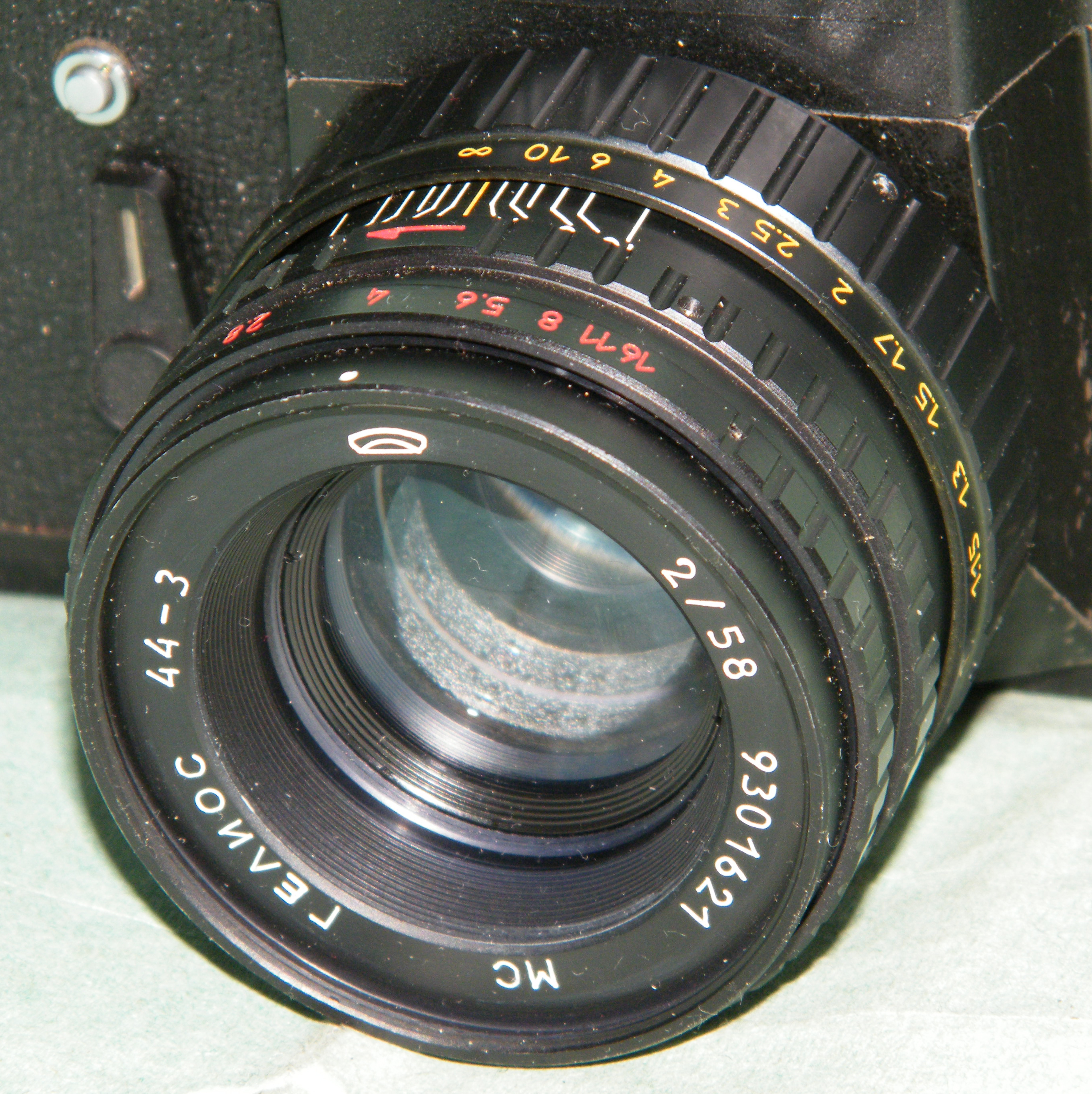
MC Helios-44-3, entre las expresiones "44-3" y "2/58" se puede ver el logo de la planta MMZ de Minsk

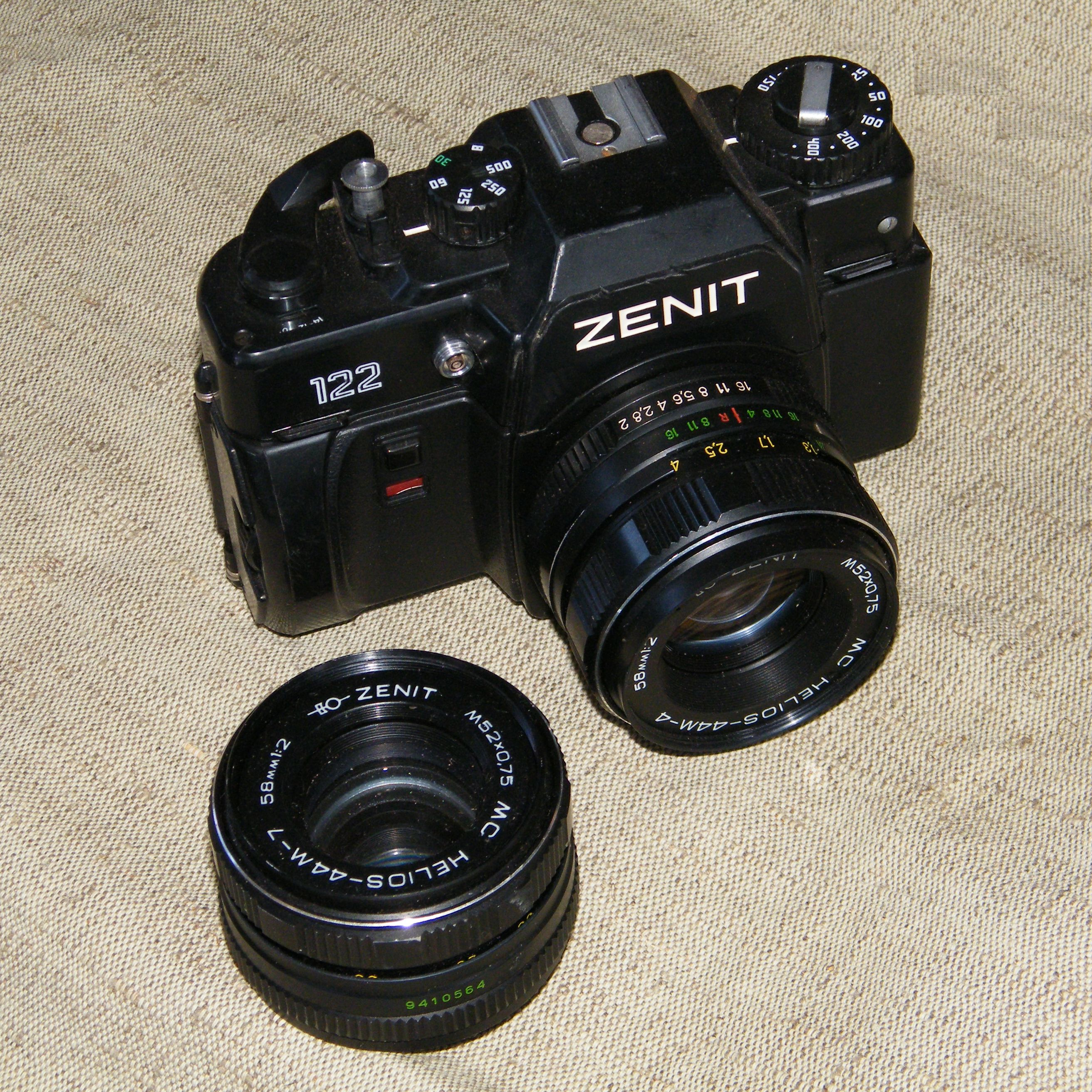
MC Helios-44M-7 y MC Helios-44M-4 montado en una cámara Zenit 122

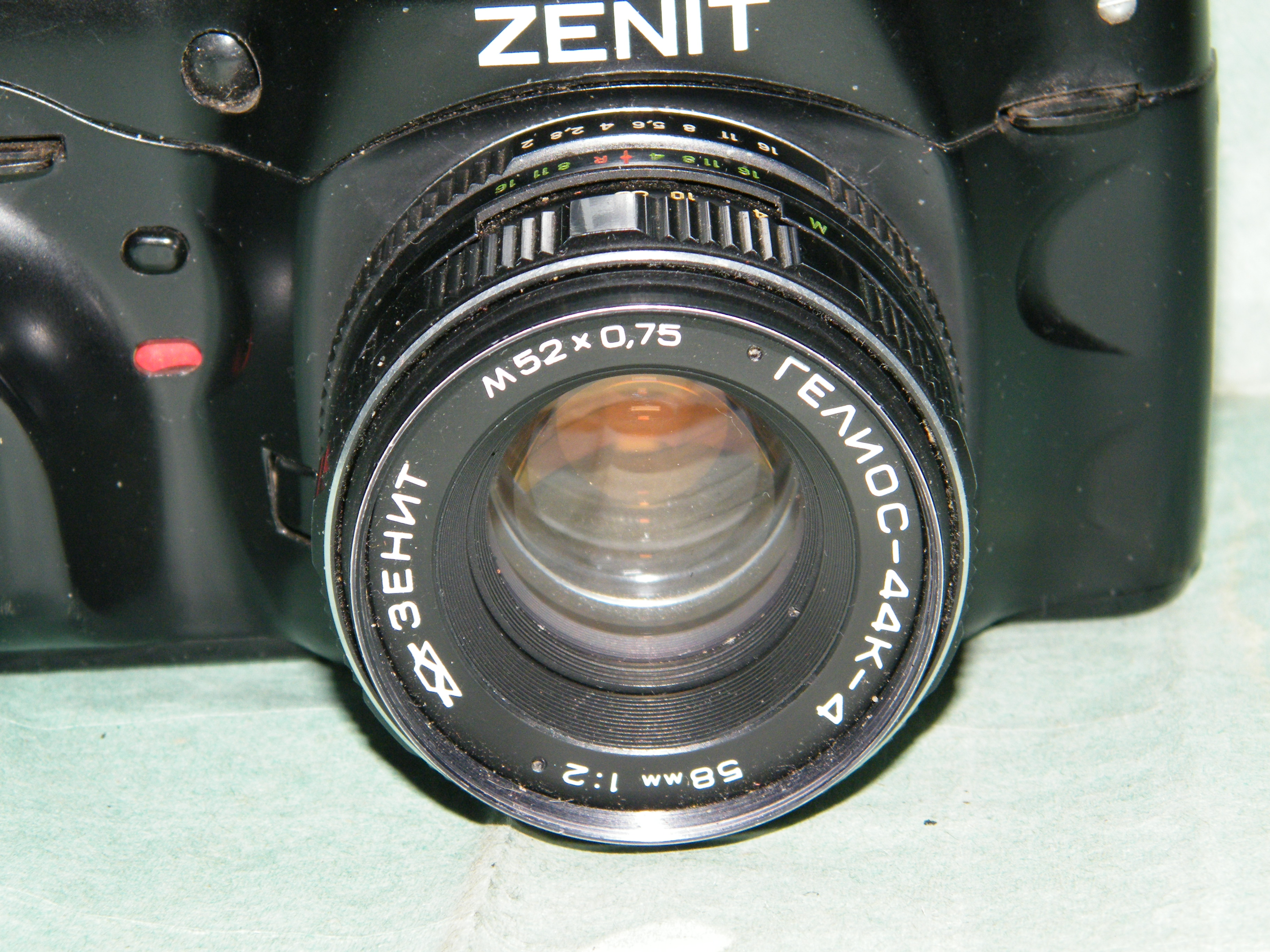
MC Helios-44K-4 montado en una cámara Zenit 212K. Nótese el logo de la planta KMZ de Krasnogorsk

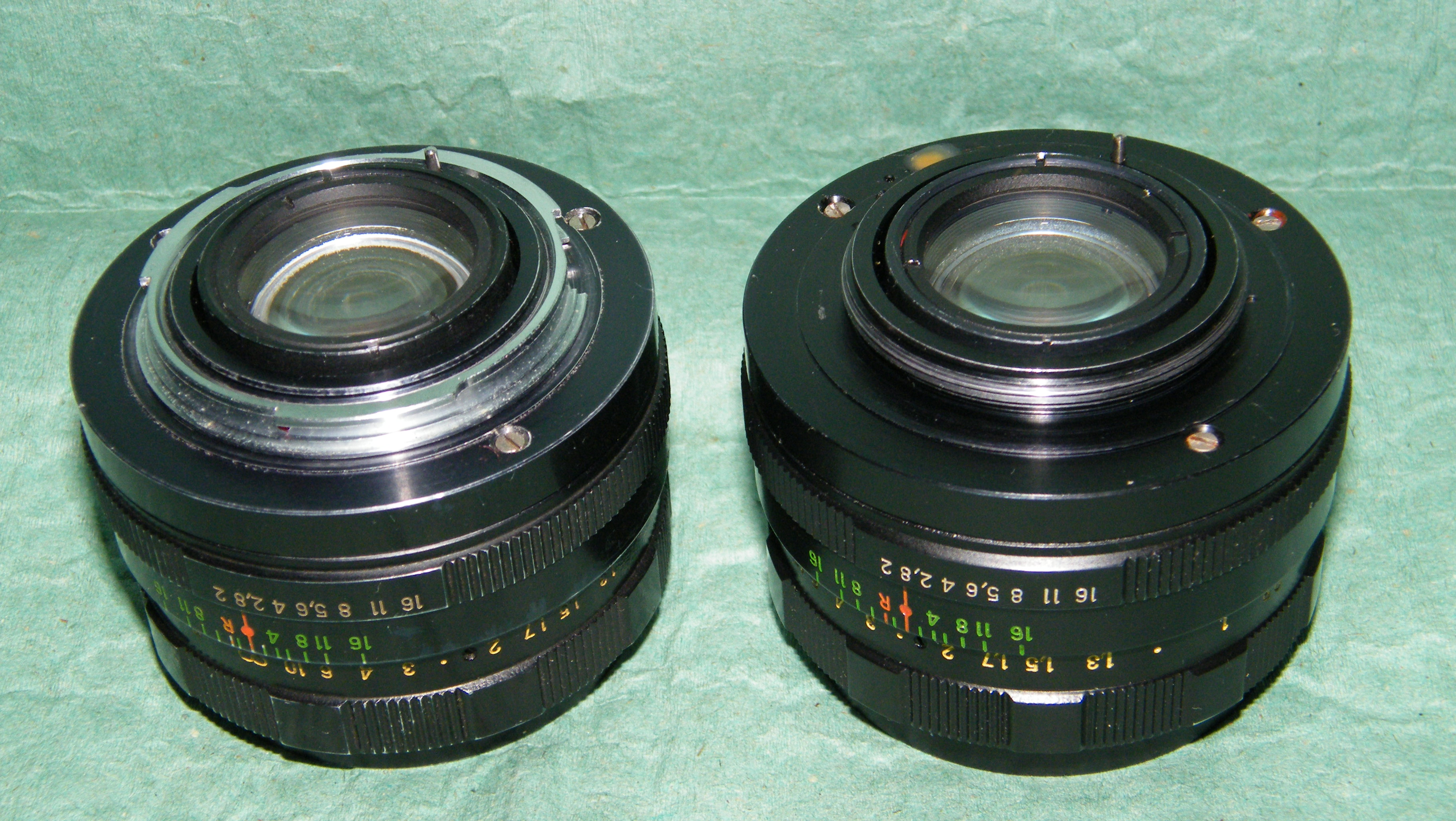
La montura M42 en dos Helios-44M, el de la izquierda con un adaptador para montura Pentax K

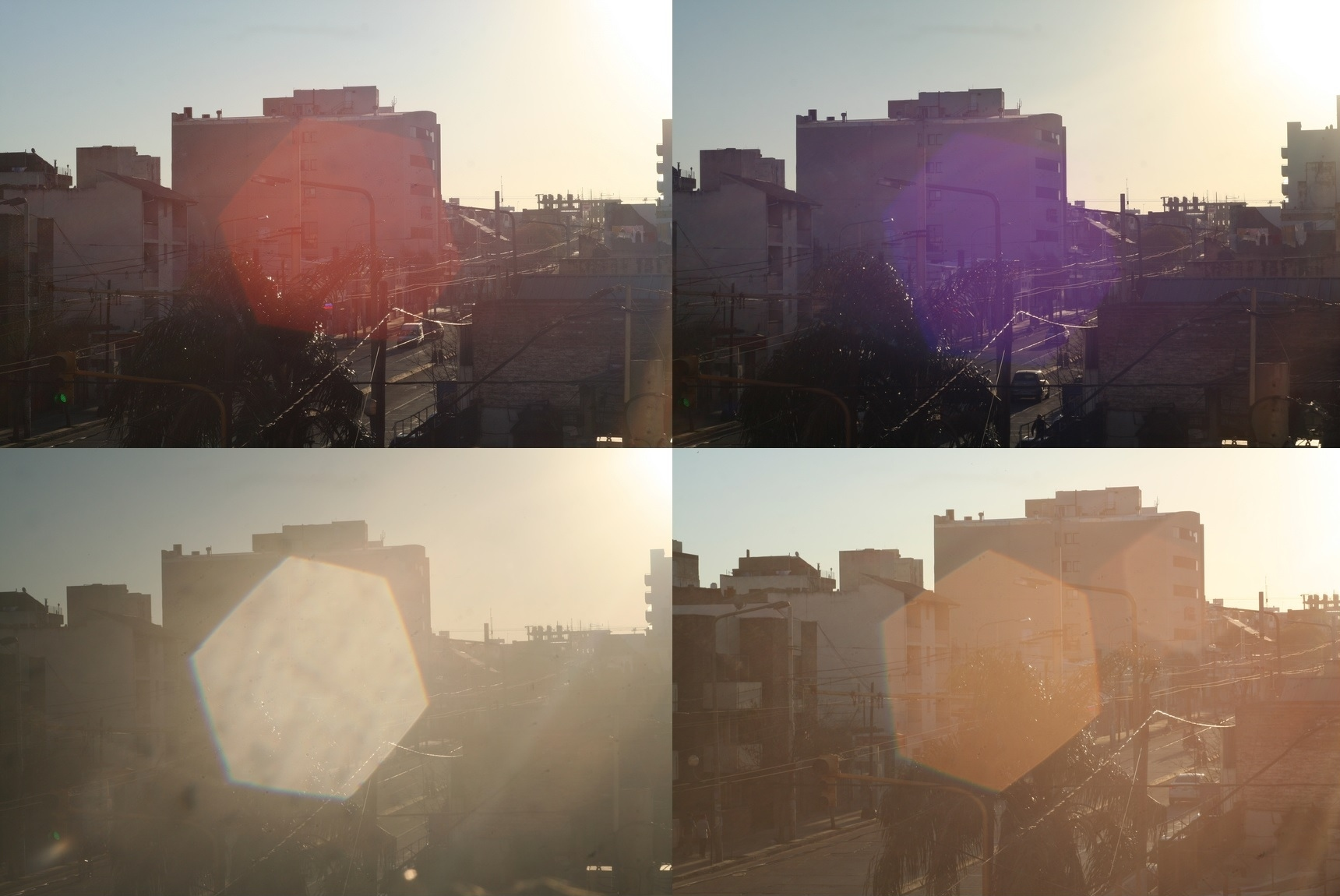
Los recubrimientos simples y los multirecubrimientos diferentes entre copias muy frecuentes de los Helios-44 producen distintos grados de flare y fantasmas de muy distintos colores

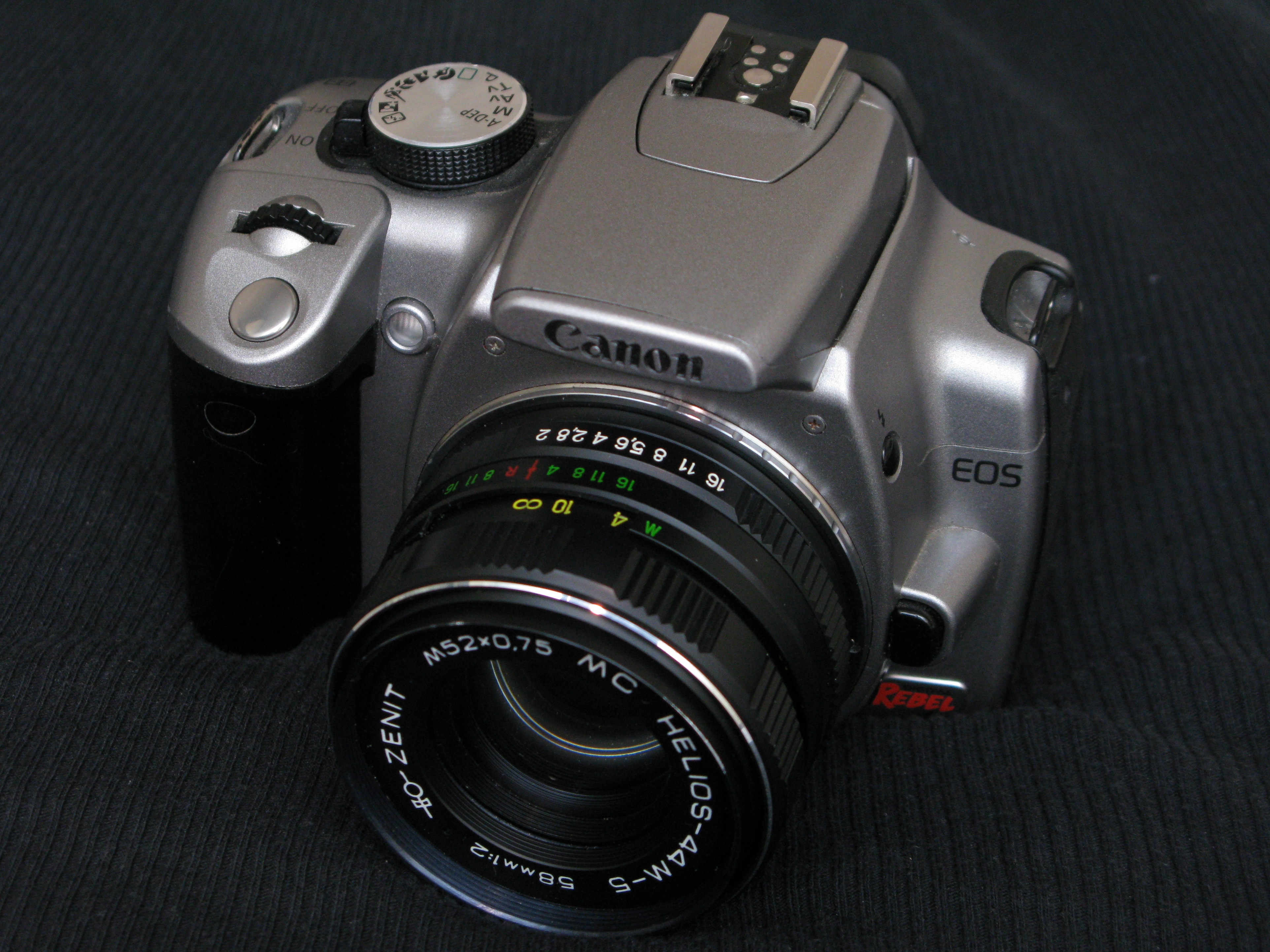
MC Helios-44M-5, producido en la planta de Valdai, montado en una cámara réflex digital Canon EOS Rebel XT mediante un adaptador de montura a rosca M42 a Canon EOS EF

Los efectos en la profundidad de campo de la imagen de los distintos diafragmas de un MC Helios-44M-4 montado en una cámara réflex digital Nikon D3100

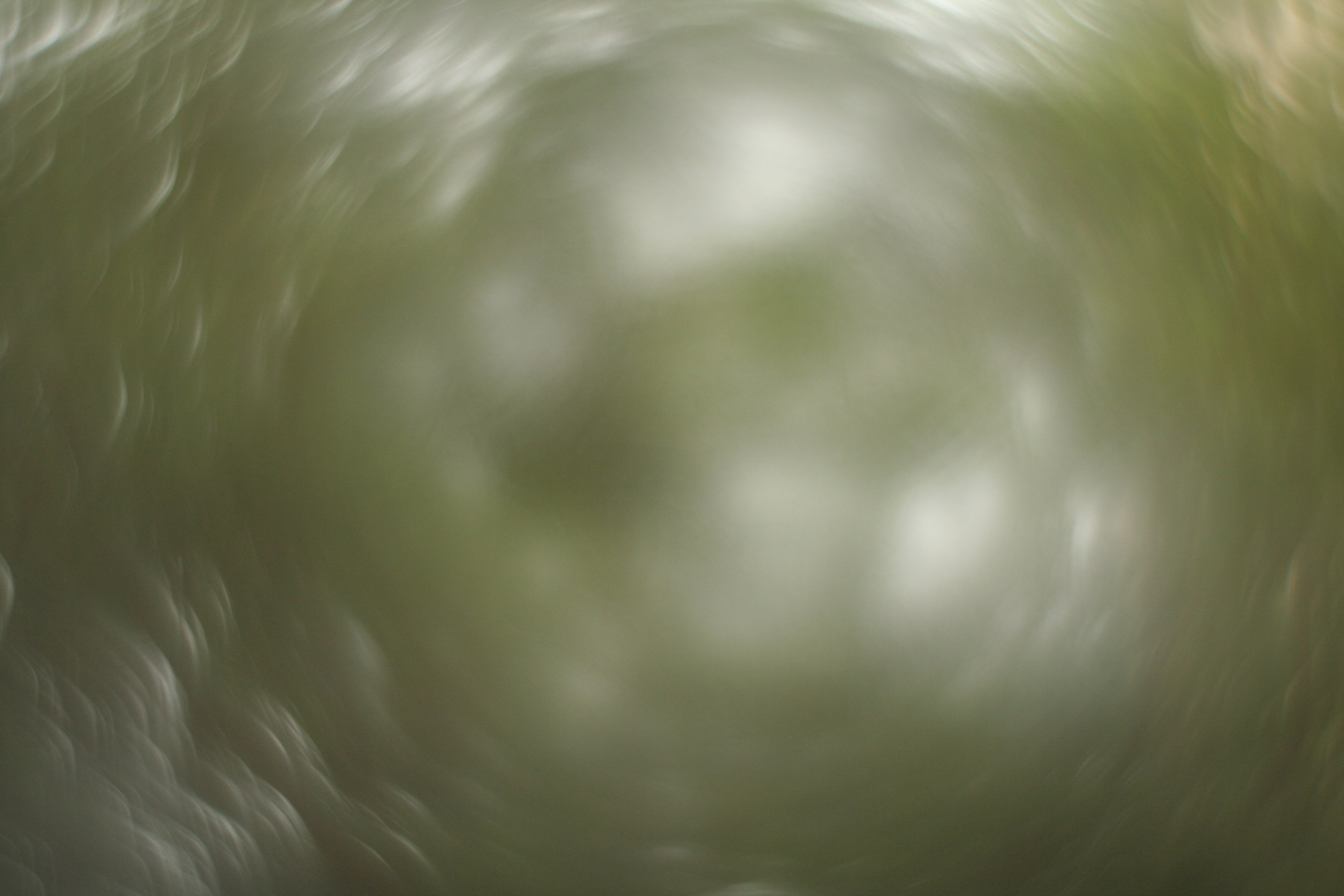
Efecto túnel con un MC Helios44M-4 con el lente frontal invertido, el aro de foco en la aproximación mínima, follaje y sol

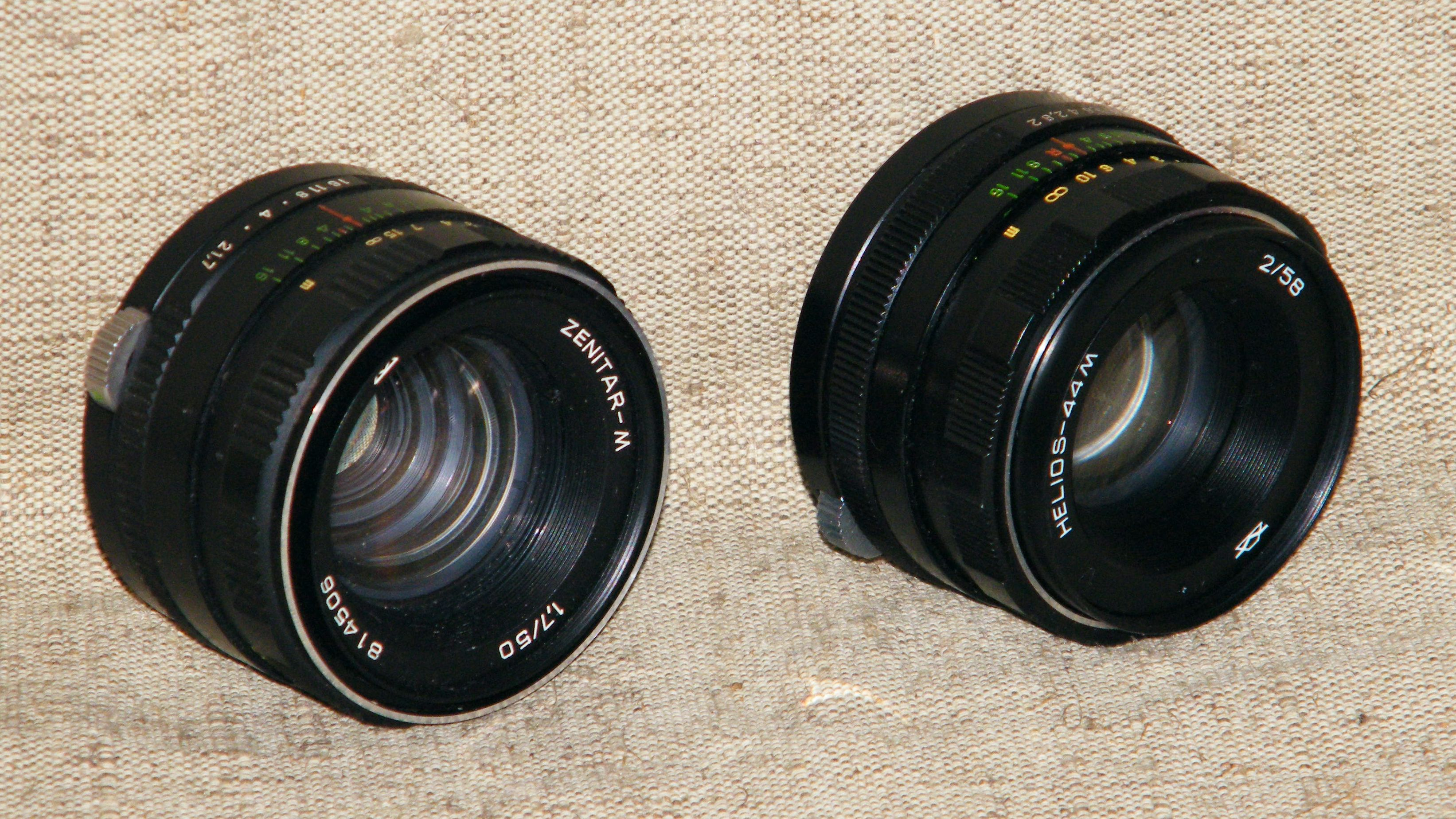
Zenitar-M 50mm f1,7 y Helios-44M, nótese que ambos tienen llave para cambiar la operación de difragma de manual a automática (es la rueda plateada que se ve en la parte posterior del objetivo)

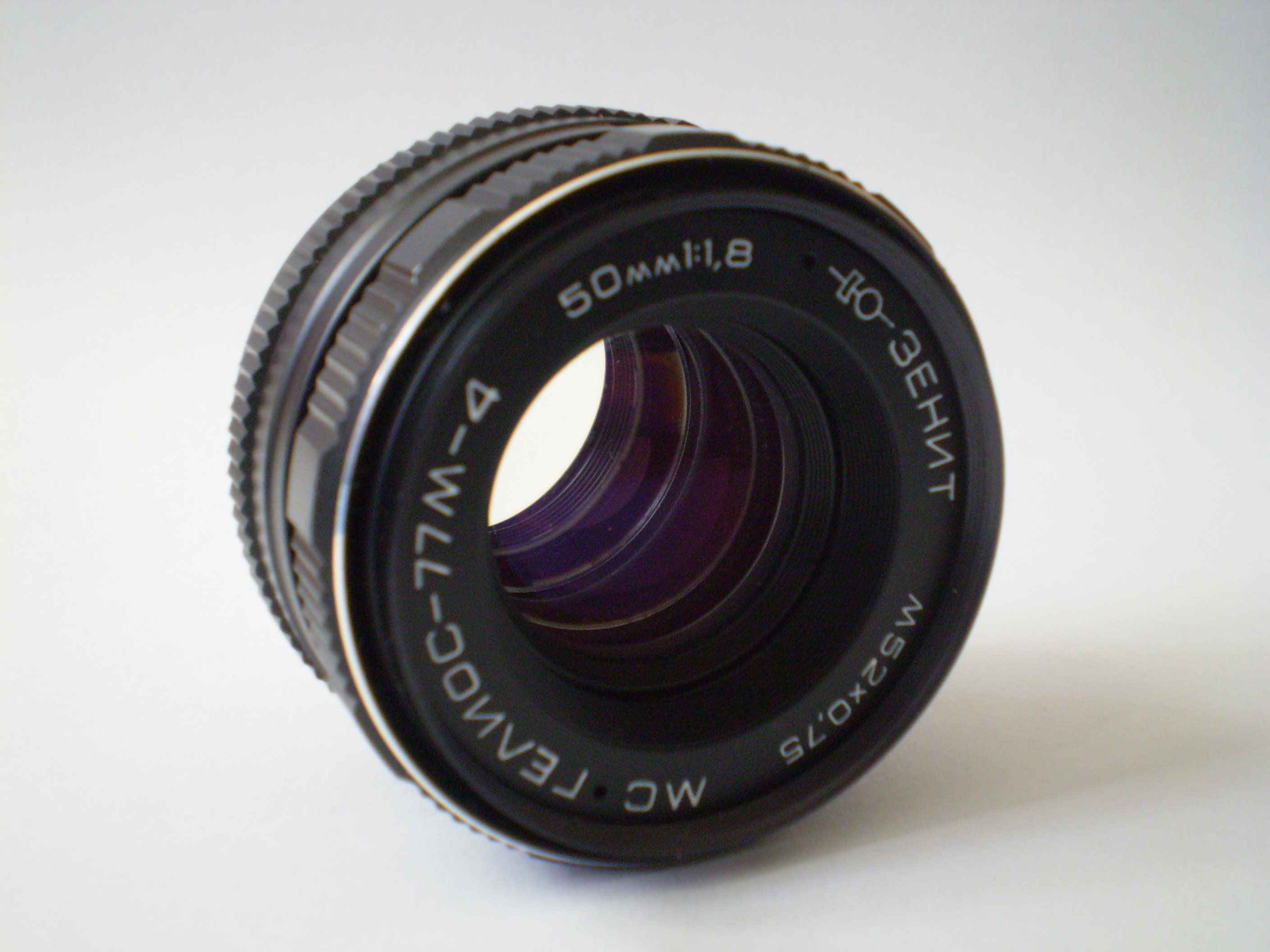
MC Helios-77M-4 de 50mm y f1,8, se puede ver el logo de la planta Júpiter de Valdai

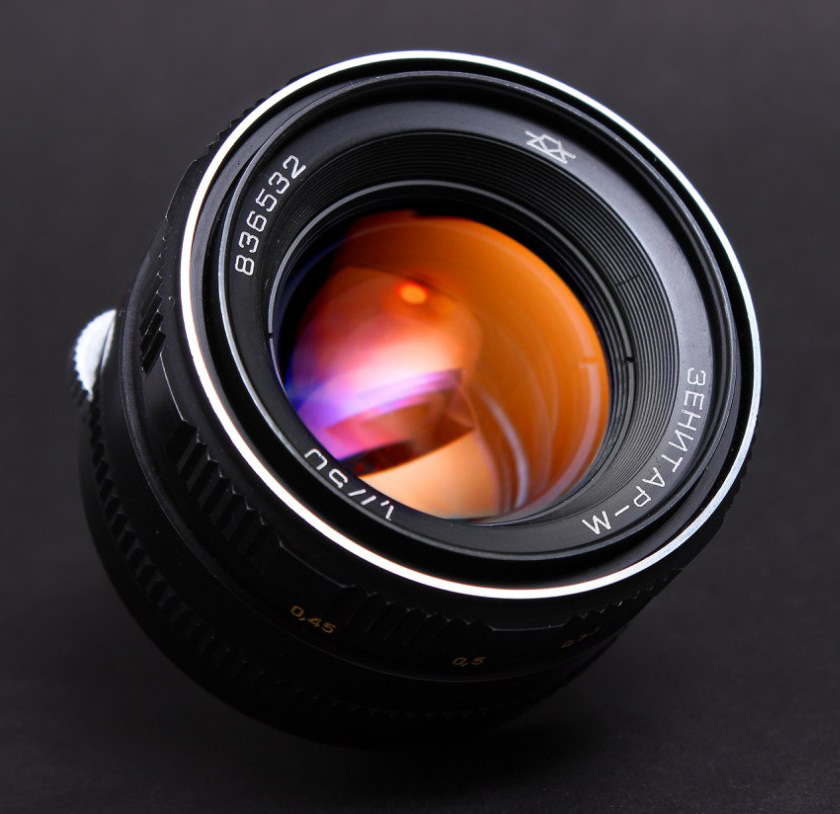
Zenitar-M 50mm f1,7

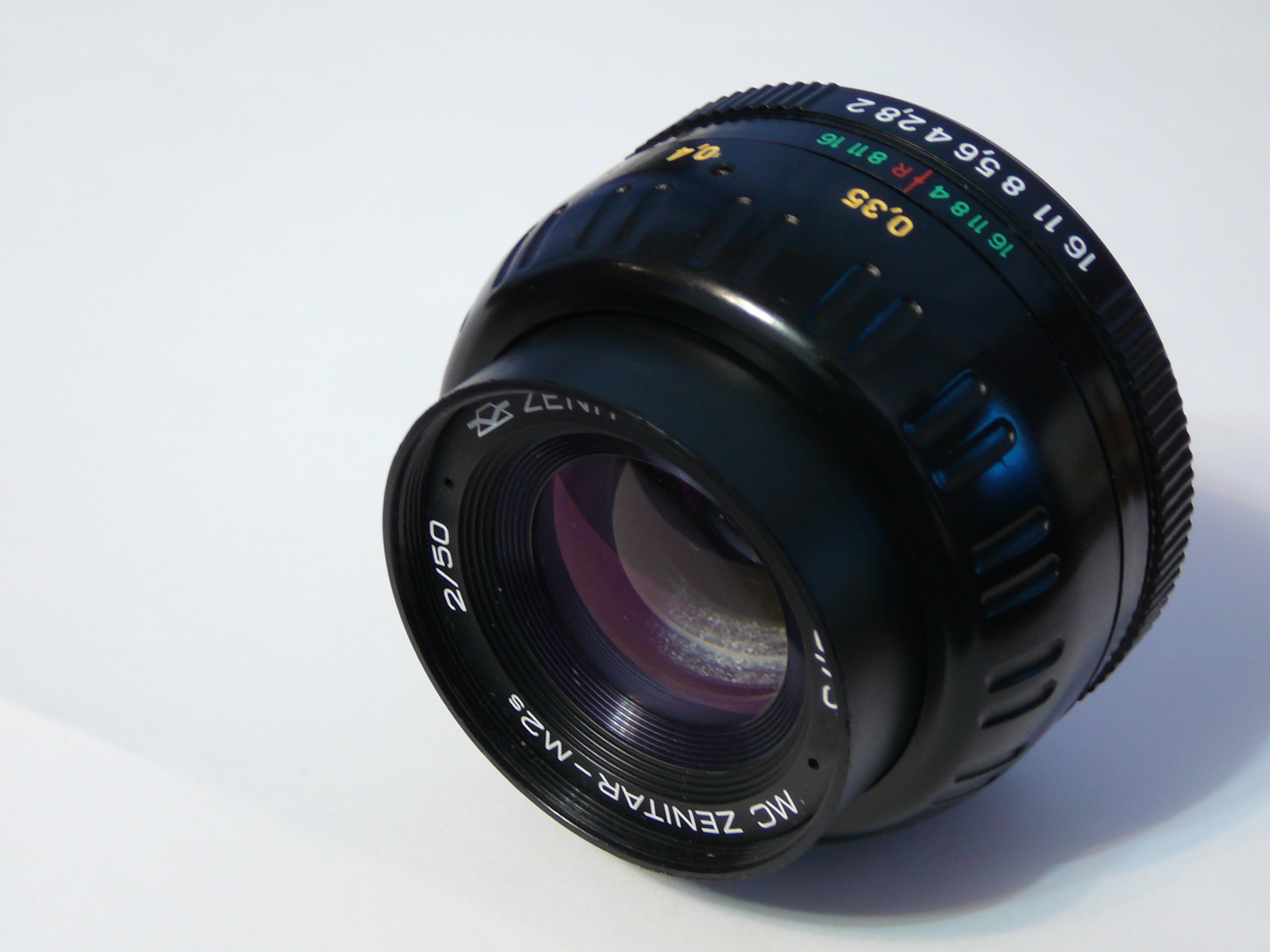
Zenitar-M2s 50mm f2

El objetivo soviético Helios-44 (en ruso: Ге́лиос сорок четыре, pronunciación IPA (ˈsorək t͡ɕɪˈtɨrʲɪ), del fabricante de cámaras y ópticas fotográficas Zenit es un objetivo normal, cuyo esquema óptico fue diseñado por el Instituto Óptico Estatal (GOI) de la URSS en 1951, que se basó en el objetivo del año 1927 producido por la empresa alemana Carl Zeiss Jena llamado «Biotar 2/58".
Algunas de las especificaciones que comparten todos los Helios-44 son: longitud focal 58mm, apertura máxima 1:2,0, construcción de 6 elementos en 4 grupos, campo de visión 40° y tamaño del negativo 24 × 36mm.
El Helios-44 se fabricó en las plantas KMZ de Krasnogorsk, Moscú, Rusia, BelOMO (llamada también MMZ) en Minsk y en Vileyka, ambas en Bielorrusia y en la planta Júpiter de Valdai, Rusia entre 1958 y 1999, aunque no se ha encontrado una referencia certera respecto de estas fechas. En el año 2014 se fabricó una partida nueva pequeña. Cada planta de fabricación imprimía un logo distintivo en el frente del objetivo. Un dato curioso es que el logo de la planta de Krasnogorsk terminó siendo adoptado también para la bandera y escudo de la localidad. Es una de las lentes de cámaras más populares en el mundo dado que equipó como objetivo normal a generaciones de cámaras Zenit, cuyo número total se estima en más de 16 millones de unidades.
Prácticamente imbatible dada su relación precio bajo y alta calidad, a tal punto que hoy es visto como un clásico y aún buscado por profesionales y aficionados como parte de un set de ópticas para cámaras digitales, a las que se acopla vía un adaptador específico.
Los Helios-44 se fabricaron con varias modificaciones periódicas respecto del modelo básico: Varios tipos de montura, M39, M42 y Pentax K. Diafragma de 2, 6, 8 o 13 hojas, hechas de aleación de aluminio sin pintar. Control del diafragma manual, preset o automático. Diferentes tipos de recubrimiento de una o de varias capas (multicapa). Varios diseños de carcasa. Varios colores de pintura y sin pintar. Incluso dentro de un mismo modelo de objetivo pueden encontrarse pequeñas variaciones de diseño. Las primeras dos cifras del número de serie suelen indicar el año de fabricación, aunque no es así si comienza con cero.
El hecho que el objetivo Biotar 58mm haya sido diseñado y producido en Alemania y que luego de la Segunda Guerra Mundial parte de la planta de producción haya sido transferida a la Unión Soviética como compensación de guerra más el hecho que el Biotar 58mm haya sido rediseñado dando origen al Helios-44 y posteriormente éste nuevamente rediseñado en varias oportunidades y producido en masa la Unión Soviética durante 50 años y exportado a muchísimos países, todo esto hace del Helios-44 una verdadera síntesis histórico-sociológica donde los aspectos óptico técnicos no pueden deslindarse de los aspectos ideológicos, políticos y bélicos internacionales.

## Helios BTK
Hubo una versión temprana y tal vez sólo prototípica del Helios-44 llamada BTK (por Biotar Krasnogorski).

## Helios-44 para la cámara Start
El objetivo Helios-44 se fabricó con una montura propia para cámara Start en la planta KMZ desde 1958 y no puede ser utilizado en otras cámaras. Sólo de este modelo y de aquel llamado 44 "a secas" se fabricaron objetivos sin pintar exteriormente, es decir color plateado.
- Una sola capa de recubrimiento.
- Rosca para filtros M49,5mm x 0,75mm.
- Mecanismo específico de diafragma.
- Distancia mínima de enfoque de 0,7m.
- Peso 230g.
- Montura a bayoneta propia de la cámara.

## Helios-44
El objetivo Helios-44 se fabricó en las plantas KMZ y MMZ con la montura a rosca M39 y rara vez con la rosca M42. Sólo de este modelo y de aquel para la cámara Start se fabricaron objetivos sin pintar exteriormente, es decir color plateado.
- Una sola capa de recubrimiento.
- Diafragma de 8 o 13 hojas.
- Distancia mínima de enfoque de 0,5m.
- Resolución (centro/borde) 35/14 líneas/mm.
- Peso 230g.

## Helios-44-2
Una de las variedades más fabricadas del objetivo Helios-44. Fue el reemplazo de los objetivos Industar usados como objetivos normales. Lanzado para la cámara Zenit E y objetivo estándar para las Zenit ET y Zenit 10. La lente se fabricó desde 1971 en grandes cantidades en las plantas KMZ, MMZ y Júpiter. Tiene muy buenas propiedades ópticas y mecánicas y montura a rosca M42. Existen al menos tres variantes, una primera color aluminio sin pintar, una segunda pintado de negro con diseño tipo "zebra" en el aro de foco y una tercera llamada con pintura multicolor.
- Recubrimiento de una sola capa.
- Control de diafragma manual, preset.
- Límite de diafragma 1:16.
- Resolución (centro/borde) 38/20 líneas/mm.
- Distancia mínima de enfoque de 0,5m.
- Rosca M42 × 1.
- Rosca delantera para filtro M49 × 0,75.
- Dimensiones Ø60 x 52mm.
- Peso 230g.

En los años 1988 y 1989 se fabricaron en la planta MMZ Helios-44-2 con carcasa similar a la del MC Helios-44-3.

## MC Helios-44-3
El lente MC Helios-44-3 es un objetivo de diseño modificado originado en el Helios-44-2. Tenía un aro manual de control de apertura del diafragma con preset. Este objetivo fue diseñado y fabricado solo en la planta MMZ.
- Límite de diafragma 1:16.
- Resolución (centro / borde) 38/20 líneas/mm.
- Distancia mínima de enfoque de 0,5m.
- Rosca para filtros M52 × 0,75 y diámetro del parasol 54mm.
- Dimensiones Ø60 x 52mm.
- Peso 230g.
- Tono verde en el recubierto multicapa.

En algunos casos, el lente Helios-44-3 tiene un problema de compatibilidad con cámaras distintas a las Zenit, porque el borde posterior del aro de enfoque choca con el cuerpo de la cámara y el enfoque es difícil. Requiere una adaptación del aro de foco, se lo lima 1 mm, para que no choque con el cuerpo de la cámara.

## MC Helios-44-3M
El MC Helios-44-3M es una versión macro del MC Helios-44-3 fabricado en MMZ en 1992. Recubrimiento multicapa. Control de diafragma manual, preset. El costo de la lente en la década de 1990 era de 40 Rublos.

## Helios-44-7
Objetivo diseñado para la cámara Zenit 7. Si bien es montura M42 también tiene una suerte de fijación similar a la Canon breech lock de los objetivos Canon FL y algunos FD y por ello se puede instalar solo en estas cámaras Zenit 7.
- Una sola capa de recubrimiento.
- Montura es M42 × 1 modificada.

## Helios-44D
El lente Helios-44D diseñado como específico para la cámara Zenit D. Los objetivos con montura para Zenit D y también podrían ser utilizados en la cámara Zenit 7.
- Una sola capa de recubrimiento.
- Montura a bayoneta propia de la cámara.

## Helios-44M1
Esta es una rara versión del Helios-44 producido en KMZ y con solo dos hojas de diafragma. Se suele asumir que la letra "M" en el nombre hace referencia a la montura M42, aunque esta afirmación está en duda.

## Helios-44M y MC Helios-44M
En estos Helios-44 diferían unas versiones de otras por el diseño de la carcasa y por una o varias capas de recubrimiento. Además, de poseer o carecen del interruptor de diafragma de modo automático y manual (A-M). El costo de la lente en la década de 1980 era de 30 Rublos.
- Diafragma con clicks.
- Una sola capa de recubrimiento o multicapa.
- Rosca para la fijación de filtros M52 × 0,75.

## Helios-44M-4, MC Helios-44M-4 y MC Helios-44K-4
Este Helios-44 fue producido con montura a rosca M42 o con bayoneta Pentax K para la Cámara Zenit 212K y otras Zenit que le siguieron también con montura K. La letra "K" en el nombre hace referencia a la montura Pentax K. Las letras "MC" en el nombre hacen referencia al recubrimiento de varias capas y los Helios-44 que carecen de estas letras tienen recubrimiento simple. El recubrimientos de multicapa mejoró la transmisión de la luz y la reproducción del color. El diseñador del objetivo MC Helios-44K-4 fue P. A. Lapin.
- Resolución (centro/borde) 42/21 líneas/mm.
- Rosca para la fijación de filtros M52 × 0,75.
- Recubrimiento de múltiples capas.
- Diafragma con cliks.

## MC Helios-44M-5, MC Helios-44M-6 y MC Helios-44M-7
Los lentes Helios-44M-5, Helios-44M-6 y Helios-44M-7 se produjeron en masa en la planta Júpiter de Valdai. Todos carecen del interruptor de diafragma de modo automático y manual (A-M). Existen dos variedades de diseño diferentes de carcasa para los MC Helios-44M-6 y MC Helios-44M-7. Opticamente son los mejores Helios-44M-X pero mecánicamente suelen ser levemente inferiores a sus predecesores, en particular en el caso del segundo diseño de carcasa dado el uso de piezas plásticas en reemplazo de las metálicas.
Fueron divididos en subtipos en función del valor de la resolución realmente medida. Los valores mínimos de resolución son los siguientes: MC Helios-44M-5 40/20 líneas/mm., MC Helios-44M-6 45/25 líneas/mm. y MC Helios-44M-7 50/30 líneas/mm. También sería interesante notar que en la práctica se suelen observar pequeñas diferencias en la resolución entre estos modelos, si es que se observan, y las mayores diferencias tal vez sean por un lado los multirecubrimientos diferentes muy frecuentes (que producen distintos grados de flare y fantasmas de muy distintos colores) y el estado de conservación óptico, mecánico y estético del objetivo.

## MC Helios-44C-4
En el año 2014 se fabricó en KMZ una partida nueva pequeña del Helios 44 esta vez con montura Canon EF (con foco manual, sólo en encastre mecánico sin conexiones electrónicas), llamado MC Helios-44C-4.

## Objetivos no rotulados Helios-44 pero basados en ellos
Son objetivos que equiparon algunos de los visores nocturnos de Zenit, llamados "Zenit-IR 2/58 Moonlight Products Inc".

## Objetivos normales que coexistieron con los Helios-44
Los Helios-44 coexistieron con otros objetivos normales, en los viejos tiempos con los Industar-50-2 y en los últimos tiempos con los MC Helios-77, Zenitar-M, MC Zenitar-M, MC Zenitar-ME-1, MC Zenitar-M2, MC Zenitar-M2s, MC Zenitar-K, MC Zenitar-K2 y MC Zenitar-K2s, todos de 50mm.

## Modificaciones de los Helios-44 por el usuario
Los Helios-44 están construidos mayoritariamente en metal, lo que los hace muy robustos. Distintos usuarios han reportado desarmar, limpiar y modificar sus Helios-44 con distintos propósitos. Una modificación posible es invertir la lente frontal, con ello se consigue el dado en llamar "efecto túnel", particularmente fotografiando follaje a la luz del sol con el aro de foco en la aproximación mínima. Otra modificación la hacen los usuarios de Nikon quienes alejan el tercer grupo y el cuarto con dos arandelas de 1mm aproximadamente con el propósito de lograr foco a infinito en las cámaras Nikon. Otra modificación consiste en colocar un diafragma oval con el propósito de darle un toque anamórfico. Otra modificación interesante consiste en retirar el tercer y cuarto grupo lo que convierte el objetivo en un 116mm f4, aunque con un registro mayor por lo que se requiere el uso de tubos de extensión o un fuelle para macro (aun cuando se enfoque a distancias muy superiores a las usadas en macro). A principios de la década de 2010 Dog Schidt Optiks y Motionsix ofrecieron en venta Helios-44-2 usados con distintas modificaciones, pintura exterior nueva, bajo contraste, mayores reflejos o tintes de colores.

## Falsificaciones
La propia Zenit ofrece en su página web ejemplos de falsificaciones de lentes Helios, sin embargo no se registra ninguna de ninguno de los modelos Helios-44.

## Otra nomenclatura
Algunas versiones de los Helios-44 también se vendieron con otros nombres, por ejemplo "Auto Cosmogon".